# جووالدیر فریرا
جووالدیر فریرا (به پرتغالی: Jovaldir Ferreira) مدافع اهل برزیل است که در شهر Rosário، مارانیائو و در تاریخ ۹ ژانویهٔ ۱۹۸۲ به دنیا آمده‌است.
جووالدیر فریرا در تیم‌های فوتبال Moto Club سابقهٔ حضور دارد.